# Abd al-Madschid al-Qaʿud
Abd al-Madschid al-Qaʿud oder Abdul Majid al-Kaud (arabisch عبد المجيد القعود, DMG ʿAbd al-Maǧīd al-Qaʿūd; * 1943; † 4. März 2021 in Istanbul) war ein libyscher Politiker. Vom 29. Januar 1994 bis zum 29. Dezember 1997 war er Generalsekretär des Allgemeinen Volkskomitees in Libyen und somit Libyens Premierminister. al-Qaʿud war Vorsitzender des General People’s Committee.